# 芬科洛
芬科洛（法語：Finkolo），是馬里的城鎮，位於該國南部，由錫卡索區的錫卡索省負責管轄，處於錫卡索東南面18公里，面積477平方公里，2009年人口22,429，人口密度每平方公里47人。